# Ernest Courtot de Cissey

Generaal Ernest Courtot de Cissey

Ernest Louis Octave Courtot de Cissey (Parijs, 12 september 1810 - aldaar, 15 juni 1882) was een Frans militair en politicus.

## Biografie

### Militaire carrière
Ernest Courtot de Cissey werd op 12 september 1810 geboren in Parijs. Hij stamde uit een Bourgondische adellijke familie die financieel geruïneerd werd door de Franse Revolutie. Hij was een neef van maarschalk Louis Nicolas Davout. Hij studeerde aan de Prytanée National Militaire en de militaire academie van Saint-Cyr. In 1832 besloot hij zijn opleiding aan de militaire academie met de rang van luitenant. In 1839 werd hij bevorderd tot kapitein.
Ernest Courtot de Cissey diende in Algerije, een toenmalige Franse kolonie. In 1849 werd hij chef d'escradon in Algerije en in 1850 luitenant-kolonel. Vervolgens nam hij deel aan de Krimoorlog (Rusland). Vanwege zijn dapperheid bij de Slag bij Inkerman, nabij Sebastopol, werd hij in 1854 bevorderd tot brigadegeneraal. In 1863 werd hij bevorderd tot divisie-generaal.
Ernest Courtot de Cissey werd na het uitbreken van de Frans-Duitse Oorlog (1870) benoemd tot commandant van de 1e Divisie van het 4e Legerkorps (het zogenaamde Rijnleger) van maarschalk François Achille Bazaine en nam deel aan de veldslagen bij Metz (14, 16 en 18 augustus) en bij Noisseville (31 augustus). Na de capitulatie van Metz op 28 oktober werd het volledige Rijnleger krijgsgevangengenomen. Na de Frans-Duitse wapenstilstand (februari 1871) kwam Courtot de Cissey vrij en werd vervolgens door de regering te Versailles aangesteld als commandant van het 2e Legerkorps dat deel nam aan de onderdrukking van de Commune van Parijs. Op 2 mei drong hij Parijs binnen en na korte tijd veroverde het 2e Legerkorps de gehele linkeroever van de Seine. Tijdens de onderdrukking van de Commune betoonde Courtot de Cissey zich een genadeloos militair.

### Politieke carrière
In juli 1871 werd Courtot de Cissey in de Kamer van Afgevaardigden (Chambre des Députés) gekozen. Hij maakte deel uit van de fractie van centrumrechts. Op 5 juni 1871, een maand eerder, was hij door president Adolphe Thiers tot minister van Defensie benoemd. In die functie begon hij aan de reorganisatie van het verslagen Franse leger. Met de val van het kabinet-Dufaure op 18 mei 1873 trad ook Courtot de Cissey af. Nadien was hij bevelhebber van het IXe Legerkorps te Tours.
Op 22 mei 1874 volgde hij de afgetreden Albert, duc de Broglie op als premier (Président du Conseil). Naast premier was hij ook minister van Defensie. Het kabinet-Courtot de Cissey was een conservatief kabinet en kon zeker niet rekenen op de steun van het gehele Franse parlement. In het voorjaar van 1875 kwam het kabinet reeds ten val. In de daaropvolgende kabinetten-Buffet en Dufaure was Courtot de Cissey opnieuw minister van Defensie.
In 1875 werd hij senator voor het leven (sénateur inamovible). In 1878 werd hij commandant van het XIe Legerkorps in Nantes. In 1880, toen hij nog steeds als commandant in Nantes was gestationeerd, werd Courtot de Cissey ervan verdacht een relatie te hebben met een zekere barones Kaula, naar men beweerde een spionne voor Duitsland. Courtot de Cissey werd vervolgens uit actieve militaire dienst ontslagen. Tijdens een onderzoek werd zijn onschuld aangetoond (1881).
Courtot de Cissey overleed op 71-jarige leeftijd, op 15 juni 1882, in Parijs.